# Gonzalagunia kallunkii
Gonzalagunia kallunkii är en måreväxtart som beskrevs av John Duncan Dwyer. Gonzalagunia kallunkii ingår i släktet Gonzalagunia och familjen måreväxter.
Artens utbredningsområde är Panamá. Inga underarter finns listade i Catalogue of Life.